# 2014 în informatică
- 2013 în informatică — 2014 în informatică — 2015 în informatică

2014 în informatică a însemnat o serie de evenimente noi notabile:

## Evenimente
Apar o multime de telefoane.